# بخش در یکای سنجش
بخش در یکای سنجش (به انگلیسی: Parts-per notation) در علوم مهندسی، فیزیک و شیمی یک یکا برای سنجش غلظت مواد با غلظت بسیار کم است. بخش در میلیون (ppm)، بخش در میلیارد(ppb) و بخش در تریلیون (ppt) نمونه‌هایی از این نوع یکا غلظت است که به صورت نسبت مولی یا جرمی ماده مورد نظر در محلول سنجیده می‌شود. همچنین این کمیت یک کمیت بدون بعد است.
بدین ترتیب مفهوم ۲ppm، یعنی ۲ میلی‌گرم از یک مادهٔ حل شونده در ۱ کیلوگرم از محلول حل شده است یا ۲ سانتی‌متر مکعب از یک گاز معین در ۱ متر مکعب از هوا وجود دارد. در واقع یکای هر دو جزء مورد نظر (حل شونده و حلال) می‌بایست یکی باشد تا در نهایت ppm یک کمیت بدون بعد باشد.
البته برای موادی مثل آب، که دارای چگالی یکایی هستند (چگالی آب برابر یک کیلوگرم بر لیتر است)، کمیت ppm (که بیانگر یک میلی‌گرم بر یک کیلوگرم است) معادل میلی‌گرم بر لیتر خواهد بود، چرا که هر کیلوگرم آب، یک لیتر است.
برای گازها نیز می‌توان کمیت ppm را توسط یک ضریب معین، به کمیت میلی‌گرم بر لیتر تبدیل نمود. فرض می‌کنیم ۱ppm از یک گاز معین در هوا وجود دارد و می‌خواهیم غلظت این گاز را از ppm به میلی‌گرم بر لیتر تبدیل کنیم. ۱ppm یعنی در هر یک میلیون لیتر از هوا، یک لیتر از این گاز وجود دارد.
{\displaystyle 1ppm={\frac {1lit(gas)}{10^{6}lit(air)}}}
حال می‌بایست صورت کسر یعنی یک لیتر گاز را به یکا میلی‌گرم تبدیل کنیم.
از آنجایی که در دما و فشار استاندارد، وزن 22.4 لیتر از هر نوع گازی بر حسب گرم، برابر جرم مولی آن خواهد بود، لذا با یک تناسب ساده وزن یک لیتر گاز در دما و فشار استاندارد برابر است با وزن مولی آن تقسیم بر عدد 22.4:
{\displaystyle {\frac {Mw}{22.4}}}
بنابراین با ضرب عدد ppm در ضریب بالا، این کمیت به میلی‌گرم بر مترمکعب تبدیل خواهد شد.